# Emil Telmányi
Dans le nom hongrois Telmányi Emil, le nom de famille précède le prénom, mais cet article utilise l’ordre habituel en français Emil Telmányi, où le prénom précède le nom.
Emil Telmányi (['ɛmil], [ˈtɛlmaːɲi]), né le 22 juin 1892 à Arad en Autriche-Hongrie et décédé le 13 juin 1988 à Holte  au Danemark) est un violoniste, chef d'orchestre et pédagogue hongrois.

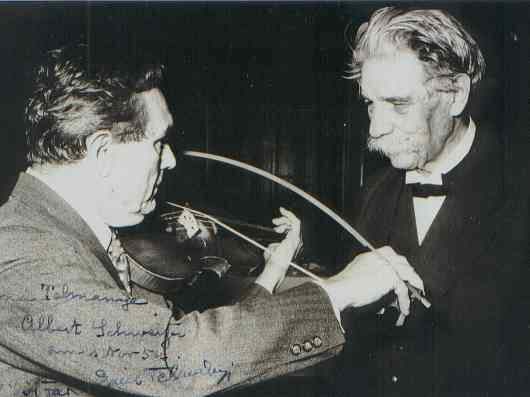
Emil Telmányi avec son archet courbe et Albert Schweitzer en 1954.

## Biographie
Emil Telmányi commence l'apprentissage du violon à l'âge de dix ans. Il étudie alors le violon et la direction avec Jenő Hubay ainsi que la composition à l'Académie de musique de Budapest. À partir de 1911, il parcourt l'Europe comme virtuose du violon et part en 1912 pour Copenhague. Là, il épouse en 1918 Anne Marie, la fille du compositeur Carl Nielsen et commence à diriger en 1919.
Dans les années 1925-26, il est le chef d'orchestre de l'orchestre symphonique de Göteborg. Plus tard, il fonde son propre orchestre de chambre. En 1936, il épouse en secondes noces la pianiste Annette Schiøler, avec qui il fera plusieurs enregistrements. Telmányi s'attache à faire connaître les œuvres de Nielsen. Il crée comme violoniste les œuvres pour cet instrument avec des musiciens comme Ernst von Dohnányi et Victor Schiøler et plus tard comme chef d'orchestre, il crée le concerto pour clarinette.
En outre, il s'intéresse à la technique pour interpréter les œuvres baroques et travaille sur la pratique de l'archet courbe (VEGA BACH BOW) . Il s'agit d'un archet courbe, qui facilite le jeu des accords sur trois ou quatre cordes du violon. Avec cet archet, il interprète en 1954 les sonates et partitas pour violon solo de Johann Sebastian Bach . 
De 1940 à 1969, il enseigne à l'académie de musique d'Aarhus.